# Meherrin River
Der Meherrin River ist ein 148 Kilometer langer Fluss in Virginia und North Carolina im Osten der Vereinigten Staaten. Er entsteht aus dem Zusammenfluss von North Fork, Middle Fork und South Fork des Meherrin Rivers 16 km nordwestlich der Stadt Chase City, fließt nach Ost-Südosten, überquert die Grenze von North Carolina und mündet bei Murfreesboro in den Chowan River. Ein Damm bei Emporia erzeugt einen Stausee, der als Wasserreservoir dient.
Das Tal des Meherrin Rivers entstand in der heutigen Form in der letzten Eiszeit vor rund 20.000 Jahren. In der Eiszeit wurden die kontinentalen Eisplatten von großen Mengen an Meereswasser eingeschlossen und das hatte zur Folge, dass der Meeresspiegel dramatisch sank. Die Strände und Küstenebenen der nordamerikanischen Ostküste dehnten sich um mehr als 160 km im Vergleich zu heute nach Osten aus und der Festlandsockel präsentierte sich als trockenes Land. Als der Meeresspiegel fiel, erhöhte sich das Gefälle des Meherrin und der benachbarten Flüsse beträchtlich und sie schnitten sich tief in die Erdoberfläche ein. Die großen Eisschollen und Gletscher erreichten nie das südliche Virginia und North Carolina, doch die Steilufer am Oberlauf des Meherrin zeigen die Auswirkungen der letzten Eiszeit.
Der Meherrin River gehört zu den fünf Flüssen, die den Piedmont und die Küstenebene des südlichen Virginia und nördlichen North Carolina entwässern, nämlich der Blackwater, Nottoway, Meherrin, Chowan und Roanoke River. Alle genannten Flüsse münden in den Albemarle Sound und gehören zu einer Gruppe von Gewässern, die als Schwarzwasserfluss (Blackwater River) bekannt sind. Die Schwarzwasserflüsse besitzen ein tiefes Flussbett und langsam fließendes Wasser, das durch das baumbestandene Piedmont und die sumpfige Küstenebene mäandert. Die schwarze Farbe entsteht durch chemische Verbindungen, die als Tannine bekannt sind und von ausgelaugten Pflanzenresten gebildet werden. Es entsteht ein transparentes, leicht saures dunkles Wasser und erinnert an Tee oder Kaffee.
Der Meherrin River wird aus dem Zusammenfluss von drei Quellflüssen gebildet, dem North Fork, Middle Fork und South Fork. Alle drei Quellflüsse entspringen im östlichen Charlotte County. Der Meherrin River fließt nach Ost-Südost durch das Piedmont und durchquert das Mecklenburg und Lunenburg County sowie die Falllinie bei Emporia. Danach mäandert der Fluss in der Küstenebene durch das Brunswick, Greensville und Southampton County in Virginia. Im Hertford County in North Carolina vereinigt er sich mit dem Nottoway und Blackwater River und bildet den Chowan River, der in den Albemarle Sound mündet.
Der Meherrin River wurde nach den Meherrin-Indianern benannt, die an diesem Fluss ihre Heimat hatten. Der irokesisch sprechende kleine Stamm wurde 1986 offiziell als Meherrin Indian Tribe vom Staat North Carolina anerkannt.